# Bregedava
Bregedava (Bregedaba, en griego antiguo: Βρεγεδάβα) fue una ciudad dacia.